# 7 Pułk Dragonów (Imperium Rosyjskie)
7 pułk dragonów (ros. 7-й драгунский Кинбургский полк) – oddział kawalerii okresu Imperium Rosyjskiego.

## Charakterystyka
Pułk sformowany został w 1798. Stacjonował między innymi w m. Kowel.

 W przededniu I wojny światowej pułk etatowo posiadał sześć szwadronów. W stanie bojowym liczył około  850 żołnierzy. Choć zachowywał historyczną nazwę dragonów, nie miało to już związku z jego taktyką działania.

Pułk rozformowany został w 1918.

## Podporządkowanie
Lipiec 1914:
- 19 Korpus Armijny – Brześć[5]
  - 7 Dywizja Kawalerii – Włodzimierz Wołyński
    - 1 Brygada Kawalerii – Kowel
      - 7 pułk dragonów – Kowel